# Kenneth Gergen
Kenneth J. Gergen (født 1935) er en amerikansk psykolog og professor ved Swarthmore College. Han fik sin B.A. ved Yale University i 1957 og sin Ph.d. ved Duke University i 1962.
Gergen er især kendt[kilde mangler] for en nyere retning indenfor det psykologiske landskab, navngivet socialkonstruktionisme, hvor han er én af de førende foredragsholdere og skribenter.[kilde mangler] Sammen med Mary Gergen er han grundlægger af The Taos Institute.

## Eksterne links
- The Taos Institute